# Neosanfilippia zoiai
Neosanfilippia zoiai is een pissebed uit de familie Scleropactidae. De wetenschappelijke naam van de soort is voor het eerst geldig gepubliceerd in 1991 door Manicastri.